# Bompa (televisieserie)
Bompa is een Vlaamse sitcom die van 1989 tot 1994 werd uitgezonden op VTM. De reeks wordt heruitgezonden op VTM GOLD. De reeks, ook wel bekend onder de naam Den Bompa, is gebaseerd op verschillende toneelstukken over Bompa van het Echt Antwaarps Teater. Luc Philips hernam zijn rol als Bompa die hij ook in de toneelstukken had gespeeld.
De titelmelodie werd gezongen door De Strangers. De reeks kent een vervolg met Chez Bompa Lawijt.

## Verhaal
"Den Bompa" Jos Vleugels is weduwnaar van de bomma Anna en woont in bij zijn kleinzoon Leo. Hij heeft 2 zonen. De oudste is Paul, die in het begin van de reeks getrouwd is met tante Josée Clinckhamers. Later in de reeks scheiden ze echter en vertrekt Paul op wereldreis en blijft in Australië wonen. Tante Josée en Paul hebben een zoon die in Parijs woont, Phillippe. De jongste zoon is Roger die getrouwd is met Frieda. Frieda sterft echter later in de reeks door een ongeluk en Roger begint een relatie met zijn ex-schoonzus Josée. Roger en Frieda hebben twee kinderen. Leo is hun zoon, hij trouwt met Sonja Van Acker en samen krijgen ze een zoon Joske. Vanaf dan wordt Bompa den ouwen bompa (naar zijn leeftijd) genoemd, Roger wordt de groten bompa (groot van gestalte), en de vader van Sonja wordt bompa lawijt (bompa met luide stem, lawaai = lawijt) genoemd. De dochter van Roger en Frieda heet Julia, ze was in het begin van de reeks getrouwd met René, maar is op dezelfde dag als tante Josée gescheiden. René kon er niet mee leven dat Julia geen kinderen kon krijgen. Sonja haar vader heet Albert Van Acker die getrouwd is met haar moeder Francine Van Caneghem en haar broer heet Benny. Verder komt de facteur Frans alle dagen bij Bompa zijn druppelke jenever drinken. Frans woont bij zijn vader Florent. Een vroegere gebuur van Bompa, Achmed, speelt soms gezelspelletjes met hem, hij is getrouwd met Adisha. Roger is metser en zijn meesterknecht was Staf die met Bertha getrouwd is. Staf wordt echter weggepromoveerd en Roger wordt dan de nieuwe voorman. Een van de metsers die samen met Roger werkt heet Ward en is getrouwd met Marie-Louise. Ward komt uit Steendorp en heeft de gewoonte altijd é? é? é? te zeggen. De buurman van Bompa heet André en diens vrouw heet Marianne.
Later in de reeks richten Bompa, Albert, Leo, Roger en Frans een kaartclubje op, later spelen ook Achmed en Francine mee. Ze kaarten elke woensdag. Er wordt ook een fietsersclubje opgericht waarin Achmed, Frans, Bompa, Leo, Roger, Albert en Sonja meerijden, in het begin reed ook Benny nog mee tot hij in legerdienst ging. Tante Josée koopt een grote sportwagen en geniet veel van trappisten en abdijbieren. Julia wordt lid van de Hare Krishna en verdwijnt zo uit de reeks. Leo en Sonja verhuizen naar een hoeve in Aartselaar, Bompa verhuist mee met hen. Bill, de broer van tante Josée, zijn vrouw Lizzy en hun dochter Astrid komen terug uit Zaïre. Ze blijven een tijdje logeren bij tante Josée. Bill en Lizzy keren daarna terug naar Zaïre. Astrid blijft nog langer bij tante Josée wonen. Tante Josée en Bill hebben ook nog een zus Angelique die in Canada woont. Leo wordt zelfstandige en richt een public relationsbureau op, Astrid wordt zijn secretaresse, ook Bompa werkt voor de zaak. Ook Francine wordt zelfstandige, ze begint een eigen supermarkt. Tante Josée is geldschieter en slapende vennoot bij zowel Leo zijn zaak als Francine haar zaak. Astrid begint een relatie met Jef Bulkens. Bompa verhuurt zijn vroegere huis aan Gustaaf Boonen. Hij ontdekt echter dat Boonen een onmogelijke mens is.

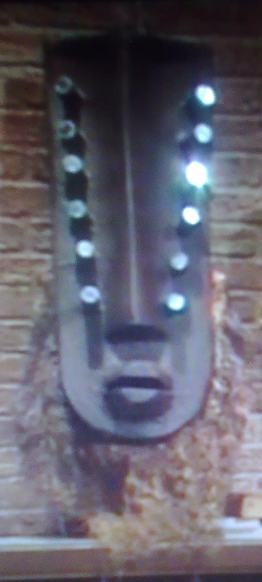
Masker met de 1000 ogen

Bill stuurt vanuit Zaïre het masker met de 1000 ogen op als cadeau voor Roger. Bill kreeg het masker van Oemboe (een oude medicijnman). Het masker bezit magische krachten waarmee uiterst voorzichtig moet worden omgesprongen. Het masker was van Boemboe, de bompa van Oemboe. Boemboe was een tovenaar van de krokodillenmannen die het masker gebruikte bij boosaardige rituelen om zijn tegenstanders uit te schakelen. Oemboe heeft het masker bijna helemaal gezuiverd van boosaardige krachten. De twaalf ogen op het masker betekenen stuk voor stuk iets anders. Zo is er onder meer het jaloezie-oog, het liegoog, het stoefoog, het drinkoog, het pretentie-oog, het roddeloog, het onheilsoog en het gierig oog. Wie er op de juiste manier gebruik van weet te maken, is oppermachtig en ziet zijn wensen uitkomen als hij erin gelooft. Hoe van het masker gebruik te maken, schijnen alleen brave simpele geesten te weten, zoals Roger. Daarom werd dit op het adres van Leo verstuurd. Als de ogen te veel verkeerde dingen zien, komt het boze oog in actie. Alle ogen wisselen telkens van plaats. Het heeft geen zin om één oog (het boze oog) af te dekken. Roger gebruikt dit masker in verschillende afleveringen om Josée te vinden en om te weten als er iets slechts gaat gebeuren.
Gustaaf Boonen lijkt gekalmeerd te zijn en hij is vriendelijker geworden. Nonkel Karel Van Acker komt 2 weken logeren, hij is de nonkel van Albert en is 70 jaar. Nonkel Karel zijn dochter heet Mariette en zijn schoonzoon heet Marcel. Heel de familie Van Acker is afkomstig uit Gent. De broer van Karel, Willy is echter als Albert 3 jaar was in Antwerpen gaan wonen. Nonkel Karel verzamelt koffiemolens en heeft een hele koffer vol met zijn duurste koffiemolens mee bij Albert omdat hij schrik had dat ze gestolen zouden worden. Hij zei dat hij in die 2 weken dat hij bij Albert was zijn papegaai, zijn hamster, zijn 2 kanaries en zijn tam konijn wilde meebrengen. Albert heeft daar echter een stokje voor gestoken en naar zijn nicht Mariette gebeld dat hij die dieren niet mocht meebrengen, dat hij anders elke dag 1 ging klaarmaken en opeten. Francine is niet akkoord met het bezoek van nonkel Karel en heeft tegen Albert gezegd dat ze haar nonkel, de broer van haar vader, Nonkel Phillemon Van Caneghem ook eens 2 weken zal vragen. Roger heeft in het ziekenhuis voor de kinderen voor clown gespeeld, en al lachend zegt men nu bompa clown tegen hem.
Sonja, Francine, Astrid en Josée richten een vrouwenkaartclub op. De kaartclubs van de vrouwen en de mannen fuseren na een tijd. Er zijn nu kaartavonden met twee kaarttafels. Astrid en Jef Bulkens gaan uit elkaar. Ward zegt tegen Roger dat hij al twee jaar voor kok aan het studeren is in een avondschool. Boonen is weer onvriendelijk geworden. Adisha en Achmed komen niet meer overeen en Adisha keert terug naar Turkije. Achmed verkoopt zijn viswinkel en gaat bij een maat in een restaurant werken als garçon. Achmed gaat bij Roger wonen tot hij iets anders gevonden heeft. Roger is bang voor de reactie van Bompa, omdat André de vaas van tante Del gebroken heeft. Tante Del was de zus van bomma Anna. Roger lijmt de vaas en ziet in zijn herinnering tante Del. Josée en Roger trouwen.
Bompa weet, voelt en voorspelt dat hij niet lang meer gaat leven en gaat langs bij de notaris. Hij zegt dat hij nog een week te gaan heeft. Niemand gelooft het, ook de dokter niet. Albert droomt 's nachts dat Bompa sterft. Dan vertelt Francine dat Bompa het voorspeld heeft dat hij nog maar een week te leven heeft. Bompa zegt dat Albert hotelbaas moet worden in een hotel in Herbeumont in de Ardennen en Josée moet medeïnvesteerder worden. Achmed zal garçon worden, Ward kok en André klusjesman. Roger is absoluut tegen dat hotel. Frans gaat overal reclame maken voor het hotel als hij zijn ronde doet. Het gaat Chez Bompa Lawijt heten. Bompa geeft Albert een stuk van 100 frank uit 1950 met de vier koningen erop (Leopold I, II, III en Albert I). Het is zijn geluksbrenger. Bompa zegt dat als Albert over het stuk wrijft, hij aan Bompa moet denken en dan zal Bompa bij hem zijn. Bompa zegt tegen nonkel Karel dat hij gaat sterven en nonkel Karel gelooft het. Bompa neemt op de laatste dag van zijn leven afscheid van iedereen, ook van Julia. Bompa zegt dat Boonen een goed hart, maar een slecht karakter heeft. Hij vraagt aan Julia om naar de begrafenis te gaan. Bompa sterft. Julia is ook aanwezig op de begrafenis. Albert wrijft over het muntstuk en ziet Bompa. Francine hoort en ziet niets. Bompa zegt tegen Albert dat niemand hem kan zien of horen, behalve Albert.
Testament:
- André krijgt Bompa's gereedschap.
- Boonen hoeft de eerste tien jaar geen huishuur te betalen.
- Achmed krijgt het Stratego-spel en een spaarboekje waar hij na vijf jaar toegang toe krijgt.
- Frans krijgt alle jeneverflessen, zowel de volle als de lege. Hij krijgt ook een envelop met drankgeld + een zelfgeschreven handleiding van Bompa hoe Frans een lief moet zoeken.
- Ward moet in het hotelrestaurant als kok gaan werken.
- Astrid moet uit de buurt van Jef Bulkens blijven.
- Albert moet het hotel overnemen, anders komt Bompa elke dag spoken tot hij het hotel overneemt. Albert krijgt 500.000 BFr (€12.500) als handgift om het hotel te beginnen.
- Over de erfenis van familie wordt niks gezegd.

Het verhaal wordt vervolgd in de serie Chez Bompa Lawijt.

## Stamboom
|  |  |                        |                        |                        |                        |                        |                        |  |  |                   |                   |                   |                   |                     |                     |                     |                     | ?                   | ?                   | ?     | ?     | ?     | ?     |  |  | ?                  | ?                  | ?                  | ?                  | ?                  | ?                  |                   |                   |                   |                   |                |                |                |                |      |      |                |                |                |                |                |                |                |                | ?               | ?               | ?               | ?               | ?               | ?               |              |              | ?                  | ?                  | ?                  | ?                  | ?                  | ?                  |                 |                 |                 |                 |                 |                 |        |        |  |  |                  |                  |                  |                  |                  |                  | ? | ? | ?                     | ?                     | ?                     | ?                     |                       |                       | ? | ? | ?                      | ?                      | ?                      | ?                      |                        |                        |
|  |  |                        |                        |                        |                        |                        |                        |  |  |                   |                   |                   |                   |                     |                     |                     |                     | ?                   | ?                   | ?     | ?     | ?     | ?     |  |  | ?                  | ?                  | ?                  | ?                  | ?                  | ?                  |                   |                   |                   |                   |                |                |                |                |      |      |                |                |                |                |                |                |                |                | ?               | ?               | ?               | ?               | ?               | ?               |              |              | ?                  | ?                  | ?                  | ?                  | ?                  | ?                  |                 |                 |                 |                 |                 |                 |        |        |  |  |                  |                  |                  |                  |                  |                  | ? | ? | ?                     | ?                     | ?                     | ?                     |                       |                       | ? | ? | ?                      | ?                      | ?                      | ?                      |                        |                        |
|  |  |                        |                        |                        |                        |                        |                        |  |  |                   |                   |                   |                   |                     |                     |                     |                     |                     |                     |       |       |       |       |  |  |                    |                    |                    |                    |                    |                    |                   |                   |                   |                   |                |                |                |                |      |      |                |                |                |                |                |                |                |                |                 |                 |                 |                 |                 |                 |              |              |                    |                    |                    |                    |                    |                    |                 |                 |                 |                 |                 |                 |        |        |  |  |                  |                  |                  |                  |                  |                  |   |   |                       |                       |                       |                       |                       |                       |   |   |                        |                        |                        |                        |                        |                        |
|  |  |                        |                        |                        |                        |                        |                        |  |  |                   |                   |                   |                   |                     |                     |                     |                     |                     |                     |       |       |       |       |  |  |                    |                    |                    |                    |                    |                    |                   |                   |                   |                   |                |                |                |                |      |      |                |                |                |                |                |                |                |                |                 |                 |                 |                 |                 |                 |              |              |                    |                    |                    |                    |                    |                    |                 |                 |                 |                 |                 |                 |        |        |  |  |                  |                  |                  |                  |                  |                  |   |   |                       |                       |                       |                       |                       |                       |   |   |                        |                        |                        |                        |                        |                        |
|  |  | ?                      | ?                      | ?                      | ?                      | ?                      | ?                      |  |  | ?                 | ?                 | ?                 | ?                 | ?                   | ?                   |                     |                     | Del †               | Del †               | Del † | Del † | Del † | Del † |  |  | Anna †             | Anna †             | Anna †             | Anna †             | Anna †             | Anna †             |                   |                   | Jos Vleugels †    | Jos Vleugels †    | Jos Vleugels † | Jos Vleugels † | Jos Vleugels † | Jos Vleugels † |      |      | ?              | ?              | ?              | ?              | ?              | ?              |                |                | Karel Van Acker | Karel Van Acker | Karel Van Acker | Karel Van Acker | Karel Van Acker | Karel Van Acker |              |              | Willy Van Acker †  | Willy Van Acker †  | Willy Van Acker †  | Willy Van Acker †  | Willy Van Acker †  | Willy Van Acker †  |                 |                 | ?               | ?               | ?               | ?               | ?      | ?      |  |  | ?                | ?                | ?                | ?                | ?                | ?                |   |   | ?                     | ?                     | ?                     | ?                     | ?                     | ?                     |   |   | Phillemon Van Caneghem | Phillemon Van Caneghem | Phillemon Van Caneghem | Phillemon Van Caneghem | Phillemon Van Caneghem | Phillemon Van Caneghem |
|  |  | ?                      | ?                      | ?                      | ?                      | ?                      | ?                      |  |  | ?                 | ?                 | ?                 | ?                 | ?                   | ?                   |                     |                     | Del †               | Del †               | Del † | Del † | Del † | Del † |  |  | Anna †             | Anna †             | Anna †             | Anna †             | Anna †             | Anna †             |                   |                   | Jos Vleugels †    | Jos Vleugels †    | Jos Vleugels † | Jos Vleugels † | Jos Vleugels † | Jos Vleugels † |      |      | ?              | ?              | ?              | ?              | ?              | ?              |                |                | Karel Van Acker | Karel Van Acker | Karel Van Acker | Karel Van Acker | Karel Van Acker | Karel Van Acker |              |              | Willy Van Acker †  | Willy Van Acker †  | Willy Van Acker †  | Willy Van Acker †  | Willy Van Acker †  | Willy Van Acker †  |                 |                 | ?               | ?               | ?               | ?               | ?      | ?      |  |  | ?                | ?                | ?                | ?                | ?                | ?                |   |   | ?                     | ?                     | ?                     | ?                     | ?                     | ?                     |   |   | Phillemon Van Caneghem | Phillemon Van Caneghem | Phillemon Van Caneghem | Phillemon Van Caneghem | Phillemon Van Caneghem | Phillemon Van Caneghem |
|  |  |                        |                        |                        |                        |                        |                        |  |  |                   |                   |                   |                   |                     |                     |                     |                     |                     |                     |       |       |       |       |  |  |                    |                    |                    |                    |                    |                    |                   |                   |                   |                   |                |                |                |                |      |      |                |                |                |                |                |                |                |                |                 |                 |                 |                 |                 |                 |              |              |                    |                    |                    |                    |                    |                    |                 |                 |                 |                 |                 |                 |        |        |  |  |                  |                  |                  |                  |                  |                  |   |   |                       |                       |                       |                       |                       |                       |   |   |                        |                        |                        |                        |                        |                        |
|  |  |                        |                        |                        |                        |                        |                        |  |  |                   |                   |                   |                   |                     |                     |                     |                     |                     |                     |       |       |       |       |  |  |                    |                    |                    |                    |                    |                    |                   |                   |                   |                   |                |                |                |                |      |      |                |                |                |                |                |                |                |                |                 |                 |                 |                 |                 |                 |              |              |                    |                    |                    |                    |                    |                    |                 |                 |                 |                 |                 |                 |        |        |  |  |                  |                  |                  |                  |                  |                  |   |   |                       |                       |                       |                       |                       |                       |   |   |                        |                        |                        |                        |                        |                        |
|  |  | Angelique Clinckhamers | Angelique Clinckhamers | Angelique Clinckhamers | Angelique Clinckhamers | Angelique Clinckhamers | Angelique Clinckhamers |  |  | Bill Clinckhamers | Bill Clinckhamers | Bill Clinckhamers | Bill Clinckhamers | Bill Clinckhamers   | Bill Clinckhamers   |                     |                     | Lizzy               | Lizzy               | Lizzy | Lizzy | Lizzy | Lizzy |  |  | Josée Clinckhamers | Josée Clinckhamers | Josée Clinckhamers | Josée Clinckhamers | Josée Clinckhamers | Josée Clinckhamers |                   |                   | Paul Vleugels     | Paul Vleugels     | Paul Vleugels  | Paul Vleugels  | Paul Vleugels  | Paul Vleugels  |      |      | Roger Vleugels | Roger Vleugels | Roger Vleugels | Roger Vleugels | Roger Vleugels | Roger Vleugels |                |                | Frieda †        | Frieda †        | Frieda †        | Frieda †        | Frieda †        | Frieda †        |              |              | Mariëtte Van Acker | Mariëtte Van Acker | Mariëtte Van Acker | Mariëtte Van Acker | Mariëtte Van Acker | Mariëtte Van Acker |                 |                 | Marcel          | Marcel          | Marcel          | Marcel          | Marcel | Marcel |  |  | Albert Van Acker | Albert Van Acker | Albert Van Acker | Albert Van Acker | Albert Van Acker | Albert Van Acker |   |   | Francine Van Caneghem | Francine Van Caneghem | Francine Van Caneghem | Francine Van Caneghem | Francine Van Caneghem | Francine Van Caneghem |   |   |                        |                        |                        |                        |                        |                        |
|  |  | Angelique Clinckhamers | Angelique Clinckhamers | Angelique Clinckhamers | Angelique Clinckhamers | Angelique Clinckhamers | Angelique Clinckhamers |  |  | Bill Clinckhamers | Bill Clinckhamers | Bill Clinckhamers | Bill Clinckhamers | Bill Clinckhamers   | Bill Clinckhamers   |                     |                     | Lizzy               | Lizzy               | Lizzy | Lizzy | Lizzy | Lizzy |  |  | Josée Clinckhamers | Josée Clinckhamers | Josée Clinckhamers | Josée Clinckhamers | Josée Clinckhamers | Josée Clinckhamers |                   |                   | Paul Vleugels     | Paul Vleugels     | Paul Vleugels  | Paul Vleugels  | Paul Vleugels  | Paul Vleugels  |      |      | Roger Vleugels | Roger Vleugels | Roger Vleugels | Roger Vleugels | Roger Vleugels | Roger Vleugels |                |                | Frieda †        | Frieda †        | Frieda †        | Frieda †        | Frieda †        | Frieda †        |              |              | Mariëtte Van Acker | Mariëtte Van Acker | Mariëtte Van Acker | Mariëtte Van Acker | Mariëtte Van Acker | Mariëtte Van Acker |                 |                 | Marcel          | Marcel          | Marcel          | Marcel          | Marcel | Marcel |  |  | Albert Van Acker | Albert Van Acker | Albert Van Acker | Albert Van Acker | Albert Van Acker | Albert Van Acker |   |   | Francine Van Caneghem | Francine Van Caneghem | Francine Van Caneghem | Francine Van Caneghem | Francine Van Caneghem | Francine Van Caneghem |   |   |                        |                        |                        |                        |                        |                        |
|  |  |                        |                        |                        |                        |                        |                        |  |  |                   |                   |                   |                   |                     |                     |                     |                     |                     |                     |       |       |       |       |  |  |                    |                    |                    |                    |                    |                    |                   |                   |                   |                   |                |                |                |                |      |      |                |                |                |                |                |                |                |                |                 |                 |                 |                 |                 |                 |              |              |                    |                    |                    |                    |                    |                    |                 |                 |                 |                 |                 |                 |        |        |  |  |                  |                  |                  |                  |                  |                  |   |   |                       |                       |                       |                       |                       |                       |   |   |                        |                        |                        |                        |                        |                        |
|  |  |                        |                        |                        |                        |                        |                        |  |  |                   |                   |                   |                   |                     |                     |                     |                     |                     |                     |       |       |       |       |  |  |                    |                    |                    |                    |                    |                    |                   |                   |                   |                   |                |                |                |                |      |      |                |                |                |                |                |                |                |                |                 |                 |                 |                 |                 |                 |              |              |                    |                    |                    |                    |                    |                    |                 |                 |                 |                 |                 |                 |        |        |  |  |                  |                  |                  |                  |                  |                  |   |   |                       |                       |                       |                       |                       |                       |   |   |                        |                        |                        |                        |                        |                        |
|  |  |                        |                        |                        |                        |                        |                        |  |  |                   |                   |                   |                   | Astrid Clinckhamers | Astrid Clinckhamers | Astrid Clinckhamers | Astrid Clinckhamers | Astrid Clinckhamers | Astrid Clinckhamers |       |       |       |       |  |  |                    |                    |                    |                    | Philippe Vleugels  | Philippe Vleugels  | Philippe Vleugels | Philippe Vleugels | Philippe Vleugels | Philippe Vleugels |                |                | René           | René           | René | René | René           | René           |                |                | Julia Vleugels | Julia Vleugels | Julia Vleugels | Julia Vleugels | Julia Vleugels  | Julia Vleugels  |                 |                 |                 |                 | Leo Vleugels | Leo Vleugels | Leo Vleugels       | Leo Vleugels       | Leo Vleugels       | Leo Vleugels       |                    |                    | Sonja Van Acker | Sonja Van Acker | Sonja Van Acker | Sonja Van Acker | Sonja Van Acker | Sonja Van Acker |        |        |  |  | Benny Van Acker  | Benny Van Acker  | Benny Van Acker  | Benny Van Acker  | Benny Van Acker  | Benny Van Acker  |   |   |                       |                       |                       |                       |                       |                       |   |   |                        |                        |                        |                        |                        |                        |
|  |  |                        |                        |                        |                        |                        |                        |  |  |                   |                   |                   |                   | Astrid Clinckhamers | Astrid Clinckhamers | Astrid Clinckhamers | Astrid Clinckhamers | Astrid Clinckhamers | Astrid Clinckhamers |       |       |       |       |  |  |                    |                    |                    |                    | Philippe Vleugels  | Philippe Vleugels  | Philippe Vleugels | Philippe Vleugels | Philippe Vleugels | Philippe Vleugels |                |                | René           | René           | René | René | René           | René           |                |                | Julia Vleugels | Julia Vleugels | Julia Vleugels | Julia Vleugels | Julia Vleugels  | Julia Vleugels  |                 |                 |                 |                 | Leo Vleugels | Leo Vleugels | Leo Vleugels       | Leo Vleugels       | Leo Vleugels       | Leo Vleugels       |                    |                    | Sonja Van Acker | Sonja Van Acker | Sonja Van Acker | Sonja Van Acker | Sonja Van Acker | Sonja Van Acker |        |        |  |  | Benny Van Acker  | Benny Van Acker  | Benny Van Acker  | Benny Van Acker  | Benny Van Acker  | Benny Van Acker  |   |   |                       |                       |                       |                       |                       |                       |   |   |                        |                        |                        |                        |                        |                        |
|  |  |                        |                        |                        |                        |                        |                        |  |  |                   |                   |                   |                   |                     |                     |                     |                     |                     |                     |       |       |       |       |  |  |                    |                    |                    |                    |                    |                    |                   |                   |                   |                   |                |                |                |                |      |      |                |                |                |                |                |                |                |                |                 |                 |                 |                 |                 |                 |              |              |                    |                    |                    |                    |                    |                    |                 |                 |                 |                 |                 |                 |        |        |  |  |                  |                  |                  |                  |                  |                  |   |   |                       |                       |                       |                       |                       |                       |   |   |                        |                        |                        |                        |                        |                        |
|  |  |                        |                        |                        |                        |                        |                        |  |  |                   |                   |                   |                   |                     |                     |                     |                     |                     |                     |       |       |       |       |  |  |                    |                    |                    |                    |                    |                    |                   |                   |                   |                   |                |                |                |                |      |      |                |                |                |                |                |                |                |                |                 |                 |                 |                 |                 |                 |              |              |                    |                    | Joske Vleugels     |                    |                    |                    |                 |                 |                 |                 |                 |                 |        |        |  |  |                  |                  |                  |                  |                  |                  |   |   |                       |                       |                       |                       |                       |                       |   |   |                        |                        |                        |                        |                        |                        |

Opmerkingen:
- Anna, Del en Willy zijn reeds overleden in het begin van de reeks. (†)
- Frieda krijgt een ongeval en sterft. (†)
- Jos Vleugels sterft in de laatste aflevering. (†)
- Paul en Josée scheiden. Nadien trouwt Josée met haar schoonbroer Roger.
- René en Julia scheiden. Julia vertrekt en gaat bij de Hare Krishna.

## Rolverdeling

### Hoofdrollen
| Personage                      | Acteur/actrice     |
| ------------------------------ | ------------------ |
| "Bompa" - Jos (Jozef) Vleugels | Luc Philips        |
| Leo Vleugels                   | Ruud De Ridder     |
| Sonja Van Acker                | Linda De Ridder    |
| Joske Vleugels                 | Nick Verberckmoes  |
| Roger Vleugels                 | Ivo Pauwels        |
| Frieda                         | Liliane Raymaekers |
| Nonkel Paul Vleugels           | Guy Coremans       |
| Tante Josée Clinckhamers       | Jane Peter         |
| Albert Van Acker               | Bernard Verheyden  |
| Francine Van Caneghem          | Denise Zimmerman   |
| Benny Van Acker                | Sven De Ridder     |
| Julia Vleugels                 | Anke Helsen        |
| Frans Cornil, de facteur       | Paul Peeters       |
| Achmed, den Turk               | Dirk Martens       |
| Ward Peskens                   | Martin Gyselinck   |
| André Willems                  | Paul Wuyts         |

### Nevenrollen
| Personage                                      | Acteur/actrice        |
| ---------------------------------------------- | --------------------- |
| Staf                                           | Frans Van De Velde    |
| Nonkel Karel Van Acker                         | Cyriel Van Gent       |
| Philippe Vleugels                              | Ben Rottiers          |
| Tante Del                                      | Paula Keyser          |
| Florent Cornil, de vader van de facteur        | Joost Noydens         |
| John, de cafébaas                              | Walter Claessens      |
| Richard Dedecker, de dokter                    | Leo Fierens           |
| Bill Clinckhamers, broer tante Josée           | Rudi Delhem           |
| Lizzy, schoonzus tante Josée                   | Greta Van Langendonck |
| Astrid Clinckhamers, dochter van Bill en Lizzy | Myriam Mulder         |
| Gustaaf Boonen, huurder van Bompa              | Leo Rozenstraten      |
| Adisha                                         | Anita Janssens        |
| Jef Bulkens                                    | Walter Quartier       |
| Notaris Van Dam                                | Helger Staepels       |
| Modest                                         | Max Schnur            |

### Gastrollen
| Personage                       | Acteur/actrice        |
| ------------------------------- | --------------------- |
| Nicole                          | Gerda Verhelst        |
| Hélène                          | Annie Geeraerts       |
| René                            | Jan Van Dyke          |
| Vrouwelijke postbode            | Suzy Daems            |
| Betonleverancier                | Karel Van Gompel      |
| Chauffeur van een wijnhandelaar | Carry Goossens        |
| Directeur van Leo               | Luc Caals             |
| Taxichauffeuse                  | Janine Bischops       |
| Verpleegster                    | An Pauwels            |
| Vader in het ziekenhuis         | Jan Pauwels           |
| Dokter                          | Marc Schillemans      |
| Mieke                           | Iris Van Straten      |
| Autoverkoper                    | Luc Verhoeven         |
| Bankdirecteur                   | Ray Verhaeghe         |
| Taxichauffeur                   | Walter Smits          |
| Sally                           | Britt Van Der Borght  |
| Motorrijder                     | Hans Van Cauwenberghe |
| Mr. Donders                     | Gerd De Ley           |
| Firmin De Munck                 | Paul-Emile Van Royen  |

## Afleveringen
| Seizoen | Aantal afleveringen | Uitgezonden |  |
| ------- | ------------------- | ----------- |  |
| 1       | 12                  | 1989        |  |
| 2       | 17                  | 1990        |  |
| 3       | 10                  | 1991        |  |
| 4       | 22                  | 1992        |  |
| 5       | 18                  | 1993        |  |
| 6       | 21                  | 1994        |  |

### Seizoen 1
- 1. Aflevering 1
- 2. Aflevering 2
- 3. Aflevering 3
- 4. Aflevering 4
- 5. Aflevering 5
- 6. Aflevering 6
- 7. Aflevering 7
- 8. Aflevering 8
- 9. Aflevering 9
- 10. Aflevering 10
- 11. Aflevering 11
- 12. Aflevering 12

### Seizoen 2
- 13. Aflevering 13
- 14. Aflevering 14
- 15. Aflevering 15
- 16. Aflevering 16
- 17. Aflevering 17
- 18. Aflevering 18
- 19. Aflevering 19
- 20. Aflevering 20
- 21. Aflevering 21
- 22. Aflevering 22
- 23. Aflevering 23
- 24. Aflevering 24
- 25. Aflevering 25
- 26. De crèche
- 27. Ardennen (deel 1)
- 28. Ardennen (deel 2)
- 29. Plots alleen

### Seizoen 3
- 30. Het plan van Bompa
- 31. Verliefd???
- 32. Bowlen
- 33. De vriend van Julia
- 34. Bompa is jarig
- 35. Stoppen met roken
- 36. Roger ziet een rivaal
- 37. Het ontslag
- 38. Workaholic
- 39. Kerstfeest

### Seizoen 4
- 40. De dansschool
- 41. De volkstuintjes
- 42. Joske is ziek
- 43. Inbraak bij Josée
- 44. Thuiskomst van Leo
- 45. De affaire
- 46. Karnaval
- 47. De trouwring (deel 1)
- 48. De trouwring (deel 2)
- 49. Verhuizen
- 50. Karate
- 51. Baron Bompa
- 52. De kaartersclub
- 53. Geef bloed
- 54. Pasen aan zee
- 55. De auditie
- 56. De ballonvaarders
- 57. J.R. Vleugels
- 58. De Wereldkampioen
- 59. Ieder zijn geloof
- 60. Fietsclub op reis (deel 1)
- 61. Fietsclub op reis (deel 2)

### Seizoen 5
- 62. Bill & Lizzy
- 63. Verhuizen
- 64. Heimwee
- 65. De Bompa-brigade (deel 1)
- 66. De Bompa-brigade (deel 2)
- 67. Stand-in kaartster
- 68. Het afscheid
- 69. Vleugels & Partners
- 70. Het masker met de 1000 ogen
- 71. Vrouwen in opmars
- 72. Barbecue
- 73. Jamboree
- 74. De gijzeling
- 75. Lederen Roger
- 76. Schattenjacht
- 77. De zwemkampioen
- 78. De verpleegster
- 79. Droomhuwelijk

### Seizoen 6
- 80. Vader, ik ga
- 81. Bompa achter tralies
- 82. De sleutelfiguur
- 83. Bompa clown
- 84. Nonkel Karel
- 85. Karel moet weg
- 86. Tenerife
- 87. Een proper job
- 88. Bwana Bulkens
- 89. Slapeloosheid
- 90. Joske II
- 91. Ardennen I
- 92. Ardennen II
- 93. Naar het pretpark
- 94. Vaas van tante Del
- 95. Eindelijk
- 96. Gelukkige verjaardag
- 97. Verandering van spijs
- 98. Wat doen we met Joske
- 99. Dubbelspel
- 100. Het testament

De eerste 25 afleveringen hadden als titel Aflevering 1, 2, etc., 25. Vanaf aflevering 26 werden er echte titels gegeven. Elke aflevering duurt ongeveer 27 minuten. Er zijn 2 lange afleveringen, de speciale kerstaflevering (39) duurt 57 minuten, de laatste aflevering (100) duurt 1 uur en 27 minuten.
De 4 seizoenen en de kerstaflevering zijn op dvd verkrijgbaar. Er werd ook een dvd-box met alle afleveringen uitgebracht.vanaf 2013 zijn er volledige afleveringen uitgebracht onder de naam Vlaamse klassiekers.
- - Bompa aflevering 1 tot en met 8 op 2 dvd's
  - Bompa aflevering 9 tot en met 16 op 2 dvd's
  - Bompa aflevering 17 tot en met 24 op 2 dvd's
  - Bompa aflevering 25 tot en met 32 op 2 dvd's
  - Bompa aflevering 33 tot en met 40 op 2 dvd's
  - Bompa aflevering 41 tot en met 48 op 2 dvd's
  - Bompa aflevering 49 tot en met 56 op 2 dvd's
  - Bompa aflevering 57 tot en met 64 op 2 dvd's
  - Bompa aflevering 65 tot en met 72 op 2 dvd's
  - Bompa aflevering 73 tot en met 80 op 2 dvd's
  - Bompa aflevering 81 tot en met 88 op 2 dvd's
  - Bompa aflevering 89 tot en met 94 op 2 dvd's
  - Bompa aflevering 95 tot en met 100 op 2 dvd's